# Siphonogorgia obspiculata
Siphonogorgia obspiculata is een zachte koraalsoort uit de familie Nidaliidae. De koraalsoort komt uit het geslacht Siphonogorgia. Siphonogorgia obspiculata werd in 1928 voor het eerst wetenschappelijk beschreven door Chalmers. 